# Las seiscientas apotegmas
Las seiscientas apotegmas (edición príncipe, Toledo: Pedro Rodríguez, 1596) es una obra epigramática del español Juan Rufo, jurado de Córdoba. Supone una de las primeras muestras de este género en la literatura española, y recoge 707 sentencias y máximas morales. Muestran la amplia experiencia vital de Rufo y se presentan en un estilo discreto, para algunos elegante, para otros frío. La disposición de las máximas es la de "breves anécdotas selladas con un dicho agudo". Como tantas otras obras de la literatura de los Siglos de Oro, constituyen un breviario y boceto de las costumbres y usos de la época y revelan ingenio y donaire en el autor.
En su segunda parte se encuentran la Carta a su hijo, y el Romance de los comendadores de Córdoba.

## Ediciones modernas de la obra
- Rufo, Juan, Las seiscientas apotegmas y otras obras en verso, edición y notas de Alberto Blecua, Madrid: Espasa Calpe, 1972, Clásicos castellanos.
- Rufo, Juan, Las seiscientas apotegmas, Dueñas: Simancas, 2005, El Parnasillo, ISBN 84-96528-00-6.
- Rufo, Juan, Apotegmas, edición, introducción y notas de Alberto Blecua, Sevilla: Fundación José Manuel Lara, 2006, Clásicos andaluces. ISBN 84-96152-97-9.

- Datos: Q5971302